# Šilc
Šilc je priimek več znanih Slovencev:
- Franci Šilc, triatolonec ("Ironman")
- Jakob Šilc (1886—1961), kritik (dr. prof.)
- Jože Šilc (1922—1992), agronom
- Jože Šilc (1944—1994), rokometaš, trener
- Jurij Šilc (*1956), računalnikar, domoznanec/publicist
- Majda Šilc (1923—1944), partizanka, narodna herojinja, pesnica
- Milan Šilc (1921—2002), zdravnik pediater, prof. MF
- Mira Šilc, avtorica gospodinjskih/kuharskih priročnikov
- Tatjana Šilc (1942—2020), zdravnica, prim.
- Tina Šilc (*1982), operna pevka mezzosopranistka, igralka
- Urban Šilc (*1970), biolog, univ. prof., predstojnik Biološkega inštituta Jovana Hadžija ZRC SAZU); prej rokometaš
- Žiga Šilc (*1989), športnik telovadec